# Bitwa pod Kozienicami
Bitwa pod Kozienicami rozegrała się 6 kwietnia 1656 w starorzeczu Wisły w pobliżu miasta Kozienice pomiędzy wojskami Stefana Czarnieckiego a ariergardą wojsk margrabiego Fryderyka Badeńskiego i był to wstęp do bitwy pod Warką.
6 kwietnia oddziały Czarnieckiego dotarły do Zwolenia, gdzie dowiedział się on o odwrocie Fryderyka Badeńskiego, spieszącemu pierwotnie na pomoc Karolowi Gustawowi, uwięzionemu w obozie w widłach Sanu i Wisły. Czarniecki natychmiast podjął decyzję o pościgu i pod Kozienicami uderzył na szwedzką ariergardę złożoną z 240 rajtarów i dragonów pod dowództwem Tornskjölda. Walka trwała kilka godzin i oddział szwedzki został zniszczony.
Na wieść o rozbiciu straży tylnej margrabia przyśpieszył odwrót i w nocy z 6 na 7 kwietnia dotarł do Warki, gdzie dołączył do niego oddział Rittera, ciągnący z Radomia z kilkuset wozami pełnymi wojennych łupów. Całą noc trwało przeprawianie wozów przez Pilicę, aż w końcu rankiem Szwedzi zniszczyli mosty, a sam margrabia ruszył do Warszawy.
W międzyczasie do Czarnieckiego dołączyła w Kozienicach chorągiew Jerzego Lubomirskiego i w nocy jego oddziały ruszyły pod Warkę, gdzie dotarły o świcie 7 kwietnia.
Bitwa pod Kozienicami została opisania przez Henryka Sienkiewicza w powieści Potop:

Wreszcie pod Kozienicami wpadli na ośm chorągwi szwedzkich, pod wodzą Torneskilda. Laudańska, idąca w przodku, pierwsza dojrzała nieprzyjaciela i nie odetchnąwszy nawet, natychmiast skoczyła ku niemu w dym. Drugi poszedł Szandarowski, trzeci Wąsowicz, czwarty Stapkowski. Szwedzi mniemając, że z jakimiś partiami mają do czynienia, stawili w otwartym polu czoło i w dwie godziny później nie pozostała jedna żywa dusza, która by mogła do margrabiego dobiec i krzyknąć, że to Czarniecki idzie. Po prostu rozniesiono na szablach owe ośm chorągwi, świadka klęski nie zostawując. Po czym ruszyli, jakby kto sierpem rzucił, do Magnuszewa, szpiegowie bowiem dali znać, iż margrabia badeński z całym wojskiem w Warce się znajduje.